# Cléry-le-Grand
Cléry-le-Grand ist eine französische Gemeinde mit 89 Einwohnern (Stand: 1. Januar 2022) im Département Meuse in der Region Grand Est (vor 2016: Lothringen). Die Gemeinde gehört zum Arrondissement Verdun und zum Kanton Stenay. 

## Geographie
Cléry-le-Grand liegt etwa 31 Kilometer nordnordwestlich von Verdun am Fluss Andon. Umgeben wird Cléry-le-Grand von den Nachbargemeinden Doulcon im Norden, Cléry-le-Petit im Osten und Südosten, Brieulles-sur-Meuse im Südosten und Süden, Cunel im Südwesten, Bantheville im Südwesten und Westen sowie Aincreville im Westen.

## Geschichte
Von 1973 bis 1982 war Cléry-le-Grand Teil von Cléry-le-Petit.

## Bevölkerungsentwicklung
| Jahr                       | 1962 | 1968 | 1975 | 1982 | 1990 | 1999 | 2006 | 2011 | 2019 |
| Einwohner                  | 103  | 103  | (90) | (89) | 81   | 70   | 73   | 81   | 96   |
| Quellen: Cassini und INSEE |      |      |      |      |      |      |      |      |      |

## Sehenswürdigkeiten
- Kirche Saint-Laurent